# Gabriela, girofle et cannelle
Gabriela, girofle et cannelle: chronique d'une ville de l'État de Bahia est un roman brésilien de Jorge Amado, écrit en 1958.

## Résumé de l'histoire
Faisant partie du modernisme de la seconde phase, Gabriela, girofle et cannelle est divisé en deux parties, elles-mêmes subdivisées en deux autres parties. L'histoire commence en 1925, dans la ville brésilienne d'Ilhéus. La première partie se nomme Un Brésilien des Arabies et sa première division est La Langueur d'Ofenisia. Dans cette partie, l'histoire va se centrer sur deux personnages : Mundinho Falcao et Nacib. Mundinho est un jeune carioca (habitant de Rio de Janeiro) qui a émigré à Ilhéus où il s'est enrichi grâce à l'exportation et où il planifie d'accélérer le développement de la ville, améliorer les ports et faire tomber le colonel Ramiro Bastos, l'inepte gouverneur. Nacib est un syrien, patron du bar Vesuvio, qui se trouve au milieu d'un grand drame personnel : sa cuisinière est partie vivre avec son fils alors qu'il doit s'occuper d'un repas pour trente personnes pour l'inauguration d'une ligne automobile régulière entre Ilhéus et Itabuna. Il engage alors des jumelles d'un certain âge, mais il passe tout son temps libre à la recherche d'une nouvelle cuisinière. À la fin de cette partie apparaît Gabriela une retirante  qui planifie de s'installer à Ilhéus comme domestique ou cuisinière, malgré les projets de son amant de l'emmener travailler avec lui dans les cacaoyères.

### La solitude de Gloria
La seconde division de cette partie se nomme La Solitude de Gloria et ne dure qu'une journée. Ce jour commence par la découverte de deux corps sur la plage, fruits d'un crime passionnel (tout le monde donne raison au mari trahi/assassin), suivi des préparatifs du repas et l'engagement comme cuisinière de Gabriela par Nacib. Pendant le dîner, on rencontre les diverses forces politiques de la ville, alors que commence une véritable guerre de pouvoir entre Mundinho Falcao (l'opposition) et Bastos (le gouvernement). Quand le repas se termine, dans une paix précaire, Nacib retourne chez lui, et quand il allait laisser un cadeau à Gabrielle, silencieuse mais pas innocente, il passe avec elle sa première nuit d'amour passionné.

### Gabriela, girofle et Cannelle
La seconde partie s'appelle Gabriela, girofle et cannelle et la première division, le troisième chapitre, s'appelle Le Secret de Malvina. Cela se passe près de trois mois après la fin du chapitre précédent et trois problèmes existent : le cas Malvina-Josué-Gloria-Romulo, les complications politiques et la jalousie de Nacib. Josué est amoureux de Malvina, fille intelligente, à l'esprit ouvert, d'un propriétaire terrien conservateur et machiste. Malvina, qui rêve de quitter la ville, tombe amoureuse de Romulo, un ingénieur appelé par Mundinho Falcao pour résoudre le cas du chenal trop étroit qui empêchait les navires de grande taille d'amarrer dans le port d'Ilhéus). Déçu, Josué s'intéresse alors à Gloria, maîtresse d'un autre propriétaire terrien. Bientôt, Romulo doit fuir les menaces de mort proférées par le père de Malvina. Celle-ci comprend alors qu'elle devra quitter seule la ville pour conquérir son indépendance. Josué commence à fréquenter Gloria en secret. Au niveau politique, on se dispute à propos des élections à un tel point que le colonel Bastos fait brûler tout un tirage du journal de Mundinho. Ce dernier regagne le terrain perdu avec la lâche fuite de l'ingénieur lorsqu'arrivent les dragues permettant le démarrage effectif des travaux du chenal. Quant à Nacib, il ne peut plus se passer de Gabriela et devient la proie d'une vive jalousie car la jeune femme, avec son parfum de girofle et sa peau couleur cannelle, est très courtisée. Pour qu'on cesse de lui faire des propositions (on lui offre des cacaoyères), il finit par l'épouser.

### Fin du roman
Le chapitre se termine avec les noces de Nacib et Gabriela (mariage civil car Nacib est un musulman non-pratiquant), quand arrivent les dragues dans le port d'Ilhéus. La quatrième et dernière partie s'appelle Le Clair de lune de Gabriela. Gloria est chassée de sa maison par le colonel qui l'entretenait sans que ce dernier ait recours à la violence, contrairement à la tradition d'Ilhéus : elle peut désormais vivre officiellement avec Josué. En ce qui concerne la politique, après la perte de ses derniers soutiens - notamment le dirigeant d'Itabuna - Ramiro Bastos meurt dans son sommeil. Les quelques fidèles qui lui restaient, déliés d'une loyauté qu'ils accordaient à l'homme plus qu'à ses idées, acceptent l'inévitable victoire de Mundinho. En revanche, la relation de Nacib et Gabriela se dégrade. La jeune femme ne s'adapte en aucune façon à son rôle de « Madame Saad » au grand désespoir de son mari. Nacib finit par la surprendre dans les bras de Tonico Bastos, son témoin de noces. Incapable de tuer sa femme, comme l'exige la tradition, Nacib craint les quolibets de ses concitoyens. Mais, grâce à un subterfuge - l'annulation du mariage, en raison de la falsification des papiers de Gabriela - personne ne se moque de lui, bien au contraire ; Tonico, l'amant de Gabriela est humilié et quitte la ville. Gabriela est chassée de chez Nacib qui, rempli d'amertume, tente de remonter la pente. Les travaux du chenal avancent. Nacib et Mundinho ouvrent un restaurant ensemble. Faute de trouver un cuisinier pour le jour de l'inauguration, Nacib doit réembaucher Gabriela. Quelques semaines plus tard, ils redeviennent amants, mais dans une relation plus libre, sans exigence de fidélité.

### Épilogue
Dans l'épilogue, le colonel assassin des deux amants au début du roman est condamné à la prison, ce qui témoigne de l'évolution des mœurs à Ilhéus.

## Qualité littéraire
Chargé d'une critique sur la société d'Ilheus, le langage de l'auteur change quand il focalise son attention sur Gabriela. Il devient plus chantant, plus typique de la région, avec un langage parlé de tous, laissant la lecture d'autant plus savoureuse.

## Adaptations

### Au cinéma
- 1983 : Gabriela (Gabriela, Cravo e Canela), film brésilien réalisé par Bruno Barreto, avec Sonia Braga et Marcello Mastroianni

### À la télévision
- 1960 : Gabriela, clavo y canela, telenovela produite par TELE Tupi, alors sous l'autorité de la dictature militaire, avec Janete Vollu dans le rôle titre
- 1975 : Gabriela, telenovela produite par Rede Globo de Televisão, avec Sonia Braga dans le rôle titre
- 2012 : Gabriela, telenovela produite par Rede Globo de Televisão, avec Juliana Paes dans le rôle titre